# Sup
Supi jsou mrchožraví ptáci, řazení do několika rodů v rámci čeledi jestřábovití. Dokážou sníst i zbytky zvířat, které jsou pro ostatní zvířata nestravitelné . Někdy sežerou tolik potravy, že nedokážou vzlétnout. Vyskytují se na všech kontinentech mimo Ameriky (zde je nahrazují kondoři), Austrálie a Antarktidy.
Supí žaludek obsahuje natolik silné kyseliny, že likvidují choroboplodné zárodky (bakterie) botulismu, cholery a anthraxu.

## Výškový rekord
Supi jsou výborní plachtaři a pravidelně se pohybují ve výškách do šesti kilometrů. Absolutní, dodnes nepřekonaný výškový rekord mezi ptáky, drží sup krahujový, který 29. listopadu 1973 vlétl do motoru civilního letadla nad Pobřežím slonoviny ve výšce 11 300 metrů. Letadlo, kterému náraz vyřadil motor, bez dalších problémů přistálo na letišti v Abidžanu.

## Zástupci
- Aegypius
  - sup hnědý (Aegypius monachus)
- Gyps
  - sup africký (Gyps africanus)
  - sup bělohlavý (Gyps fulvus)
  - sup bengálský (Gyps bengalensis)
  - sup kapský (Gyps coprotheres)
  - sup himálajský (Gyps himalayensis)
  - sup indický (Gyps indicus)
  - sup krahujový (Gyps rueppellii )
  - sup tenkozobý (Gyps tenuirostris)
- Necrosyrtes
  - sup kapucín (Necrosyrtes monachus)
- Neophron
  - sup mrchožravý (Neophron percnopterus)
- Sarcogyps
  - sup holohlavý (Sarcogyps calvus)
- Torgos
  - sup královský (Torgos tracheliotus)
- Trigonoceps
  - sup chocholatý (Trigonoceps occipitalis)
- Gypaetus
  - orlosup bradatý (Gypaetus barbatus)
- Gypohierax
  - orlosup palmový (Gypohierax angolensis)

## Chov v zoo
V evropských zoo bylo v létě 2019 chováno 13 z 16 rozlišovaných druhů supů.
Na konci roku 2018 bylo v českých zoologických zahradách chováno celkem osm druhů supů::
- sup bělohlavý
- sup himálajský
- sup hnědý
- sup chocholatý
- sup kapucín
- sup krahujový (Rüppellův)
- sup mrchožravý
- orlosup bradatý

Největší kolekcí se mohla pochlubit Zoo Zlín se sedmi druhy. Pět druhů chovaly Zoo Liberec a Zoo Ostrava a čtyři druhy Zoo Praha. Mnoho chovatelských úspěchů bylo dosaženo díky vzájemné spolupráci těchto zoo (např. odchovem pěstouny v partnerské zoo).

### Chov v Zoo Praha
Zoo Praha patří mezi čelní chovatele této skupiny dravců. Vede evropský záchovný program pro supy mrchožravé a podílí se na reintrodukci supů do volné přírody (více viz Reintrodukce orlosupa bradatého či In-situ projekty na ochranu supa mrchožravého.
Na konci roku 2018 byly v Zoo Praha chovány čtyři druhy supů::
- sup hnědý (Podrobnější informace naleznete v článku Chov supa hnědého v Zoo Praha.)
- sup kapucín
- sup mrchožravý (Podrobnější informace naleznete v článku Chov supa mrchožravého v Zoo Praha.)
- orlosup bradatý

V minulosti se v pražské zoo chovaly i další druhy: sup bělohlavý, sup himálajský, sup holohlavý a dokonce raritní sup bengálský, který v roce 2019 nebyl chován v žádné evropské zoo.

## Symbolika
Sup je symbolem mateřství a rodiny, ve starém Egyptě byl symbolem mateřského instinktu a ženskosti. V Horním Egyptě byla bohyně Nekhbet (supí bohyně) ochránkyní egyptské civilizace. Naproti tomu v Americe se věřilo, že supi mají agresivní a zákeřnou povahu. V Tibetu lidé považují supy za posvátné ptáky kvůli jejich stravovacím návykům – pomáhají čistit zem. Sup ve snu je považován za zlověstné znamení smrti nebo zániku atd.